# Diplosynapsis remus
Diplosynapsis remus là một loài ruồi trong họ Asilidae. Diplosynapsis remus được Tomasovic miêu tả năm 2002. Loài này phân bố ở vùng Tân nhiệt đới.